# Гари Кар
Гари Кар (енгл. Gary Carr; Лондон, 11. децембар 1986) је британски глумац. Кар је најпознатији по улози официра Фидела Беста у крими-драмедији Смрт у рају.